# Cymbalophora gradei
Cymbalophora gradei là một loài bướm đêm thuộc phân họ Arctiinae, họ Erebidae.